# Pelecopsidis
Pelecopsidis là một chi nhện trong họ Linyphiidae.